# Patagonia (film)
Pour plus de détails, voir Fiche technique et Distribution.
Patagonia est un film britannico-argentin réalisé par Marc Evans, sorti en 2010.

## Fiche technique
- Titre : Patagonia
- Réalisation : Marc Evans
- Scénario : Marc Evans et Laurence Coriat
- Photographie : Robbie Ryan
- Musique : Joseph LoDuca
- Pays d'origine :  Royaume-Uni -  Argentine
- Genre : drame
- Date de sortie : 2010

## Distribution
- Matthew Rhys : Mateo
- Marta Lubos : Cerys
- Nahuel Pérez Biscayart : Alejandro
- Nia Roberts : Gwen
- Matthew Gravelle : Rhys
- Sara Lloyd-Gregory : la fille